# Reichstal Harmersbach

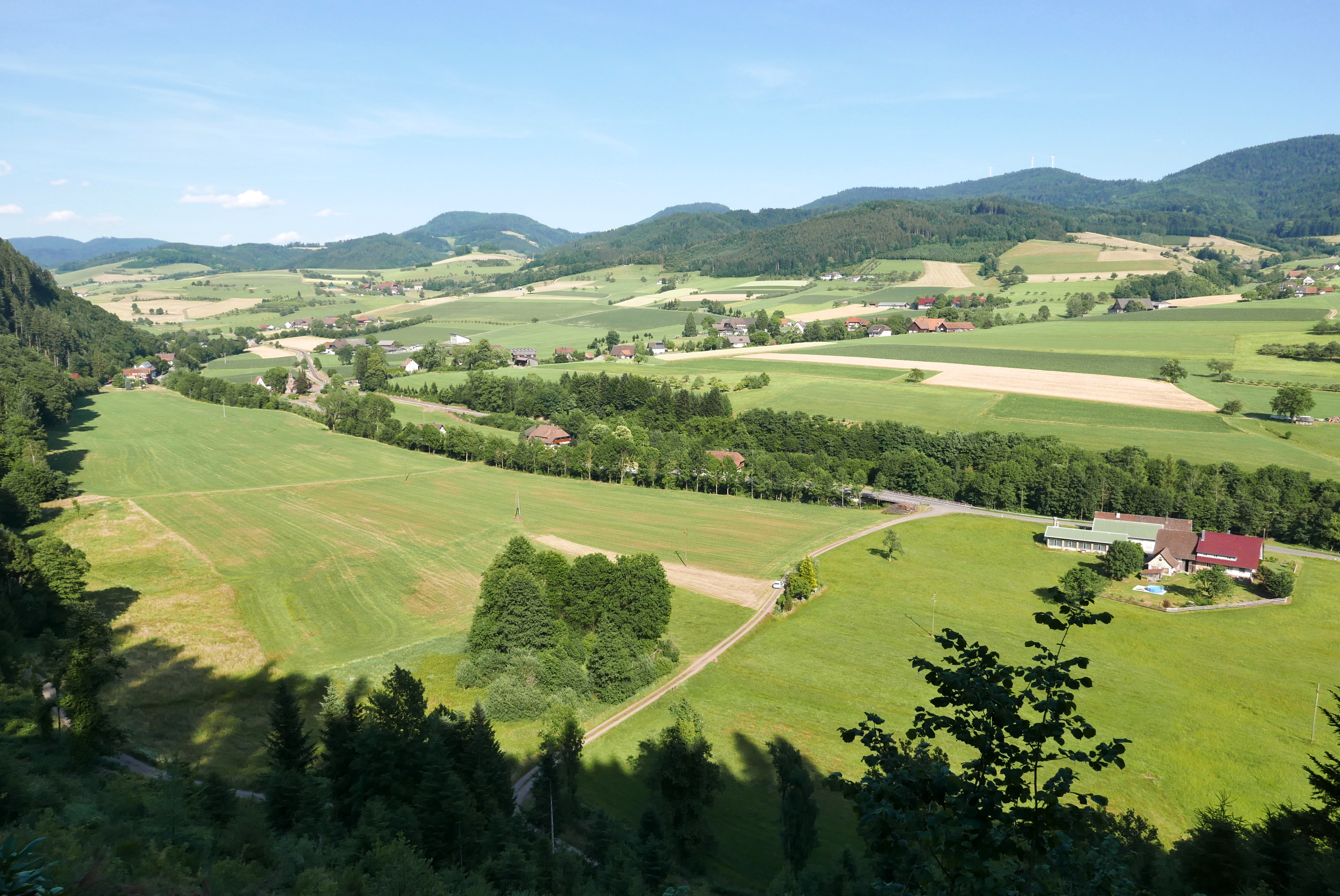
Blick vom Reichstalpfad auf das Harmersbachtal, das ehemalige Reichstal

Das Reichstal Harmersbach war ein reichsunmittelbares Territorium im Harmersbachtal, einem Nebental der Schwarzwälder Kinzig, das im späten 17. und im 18. Jahrhundert bestand. Es war das einzige „Reichstal“ und dort gab es die „einzige freie Bauernrepublik“ des Heiligen Römischen Reiches.

## Geschichte
Das Tal des Harmersbachs gehörte ab dem Mittelalter der Freien Reichsstadt Zell am Talausgang. Nachdem die Reichsstädte Offenburg, Gengenbach und Zell 1330 an die Fürstenberger und 1367 an das Bistum Straßburg verpfändet wurden, wurden bei der Auslösung 1504 die oberhalb von Zell gelegenen Teile des Harmersbachtals entgegen den ursprünglichen Vertragsbedingungen nicht mitausgelöst. Erst Leopold I. beendete 1689 diese Pfandschaft. Da sich in der Zwischenzeit aber eine eigene Gerichtsbarkeit (Vogtei) im Tal herausgebildet hatte, erkannten die Bewohner die Ansprüche Zells auf das gesamte Tal nicht mehr an. 1718 musste Zell auf die Hoheit über das Tal verzichten, die Talschaft bildete das Reichstal Harmersbach. In Folge des Reichsdeputationshauptschlusses 1803 fielen sowohl Zell (1803) als auch das Reichstal (1806) an das Kurfürstentum Baden, das später zum Großherzogtum Baden wurde.